# Valdagno
Valdagno is een gemeente in de Italiaanse provincie Vicenza (regio Veneto) en telt 127.483 inwoners (31-12-2004). De oppervlakte bedraagt 50,2 km2, de bevolkingsdichtheid is 547 inwoners per km2.
De volgende frazioni maken deel uit van de gemeente: Campotamaso, Castelvecchio, Cerealto, Maglio di Sopra, Massignani, Novale Piana, San Quirico.

## Demografie
Valdagno telt ongeveer 11249 huishoudens. Het aantal inwoners daalde in de periode 1991-2001 met 0,9% volgens cijfers uit de tienjaarlijkse volkstellingen van ISTAT.
| Jaar | Inwoneraantal |
| ---- | ------------- |
| 1991 | 127.449       |
| 2001 | 127.593       |

## Geografie
De gemeente ligt op ongeveer 230 m boven zeeniveau.
Valdagno grenst aan de volgende gemeenten: Altissimo, Brogliano, Cornedo Vicentino, Crespadoro, Monte di Malo, Recoaro Terme, Schio, Torrebelvicino.

## Geboren in Valdagno
- Vittorio Marzotto (1922-1999), Formule 1-coureur
- Agostino Cacciavillan (1926-2022), kardinaal
- Gianni Marzotto (1928-2012), Formule 1-coureur
- Irene Affolati (2002), wielrenster